# 1470 Carla
Az 1470 Carla (ideiglenes jelöléssel 1938 SD) a Naprendszer kisbolygóövében található aszteroida. Alfred Bohrmann fedezte fel 1938. szeptember 17-én, Heidelbergben.